# Hanseatic nature
Die Hanseatic nature (Eigenschreibweise: HANSEATIC nature) ist ein Kreuzfahrtschiff der Reederei Hapag-Lloyd Cruises. Sie ist das Typschiff der von der Reederei so bezeichneten Expeditionsklasse.

## Allgemeines
Im Mai 2016 wurde eine Absichtserklärung mit VARD AS über den Bau zweier Schiffe für Expeditionsreisen mit Ablieferung Anfang 2019 und Ende 2019 vereinbart, die im August 2016 in eine Festbestellung mit den Schiffsnamen Hanseatic nature und Hanseatic inspiration umgewandelt wurde. 

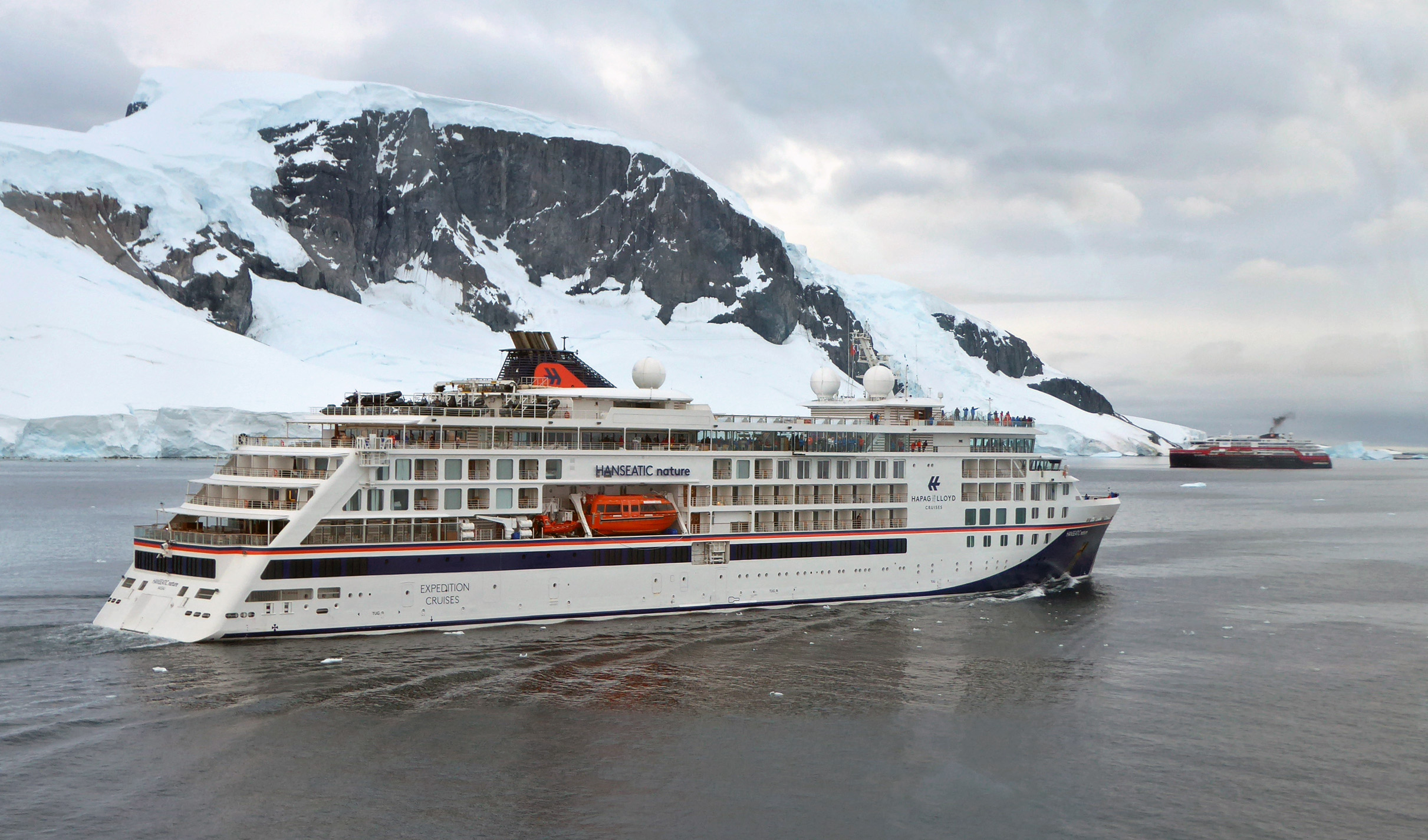
Hanseatic nature 2020 in der Antarktis

Als Baunummer 870 wurde am 9. Mai 2017 mit dem Bau der Hanseatic nature bei Vard Tulcea im rumänischen Tulcea begonnen. Am 6. Juli 2017 erfolgte die Kiellegung. Nach dem Stapellauf über einen Schiffslift am 22. Juli 2018 wurde das Schiff mit dem Schlepper Diavlos Force im August 2018 zur Endausrüstung nach Vard Langsten im norwegischen Tomrefjord überführt. Die Schiffstaufe war ursprünglich am 12. April 2019 vorgesehen, wegen der verspäteten Ablieferung am 30. April 2019 mussten die ersten beiden geplanten Reisen abgesagt werden. Die Taufe erfolgte dann im kleineren Rahmen am 4. Mai 2019 am Hamburg Cruise Center Altona. Einen Tag später begann die  Jungfernfahrt in Richtung Schottland.

## Ausstattung
Die Einrichtungen der Hanseatic nature sind für bis zu 230 Passagiere ausgelegt und verteilen sich über sieben Decks:
- Deck 3: Bordhospital und eine „Marina“ für die „Zodiacs“
- Deck 4: Restaurants, Boutique und Kabinen
- Deck 5: Bistro-Restaurant und Kabinen
- Deck 6: Suiten, Kabinen, zwei Tenderboote und ein begehbares Vorschiff
- Deck 7: Suiten, Kabinen und Kommandobrücke
- Deck 8: Wellness-Bereich, Sonnendeck mit Pool, eine Beobachtungslounge und zwei ausfahrbare gläserne Balkons
- Deck 9: Sonnendeck

Mit der höchsten Eisklasse für Passagierschiffe PC6 kann sie in den polaren Regionen Arktis und Antarktis eingesetzt werden.